# Lagartixa-do-mato
A lagartixa-do-mato (Psammodromus algirus) é um réptil escamado da família dos lacertídeos. É encontrada em Argélia, Espanha, França, Itália, Marrocos, Portugal e Tunísia. Os seus habitats naturais compreendem florestas temperadas, vegetação rasteira mediterrânica, praias arenosas, terra arável, pastos, plantações e jardins rurais. É ameaçada por perda de habitat.
É acastanhada mas os machos ficam com a cabeça vermelha durante a época de reprodução. Mede entre os 25 e os 30 centímetros.
Está activa de dia e hiberna nos meses mais frios.